# Vargula magna
Vargula magna är en kräftdjursart som beskrevs av Louis S. Kornicker 1984. Vargula magna ingår i släktet Vargula och familjen Cypridinidae. Inga underarter finns listade i Catalogue of Life.